# Anastásios Kíssas
Anastásios Kíssas (en grec moderne : Αναστάσιος Κίσσας), né le 18 janvier 1988 à Nicosie est un footballeur international chypriote. Il est gardien de but à l'Apollon Limassol dans la première division chypriote.

## Palmarès
- APOEL Nicosie
  - Vainqueur du Championnat de Chypre : 2009, 2011 et 2013.